# 岩船山

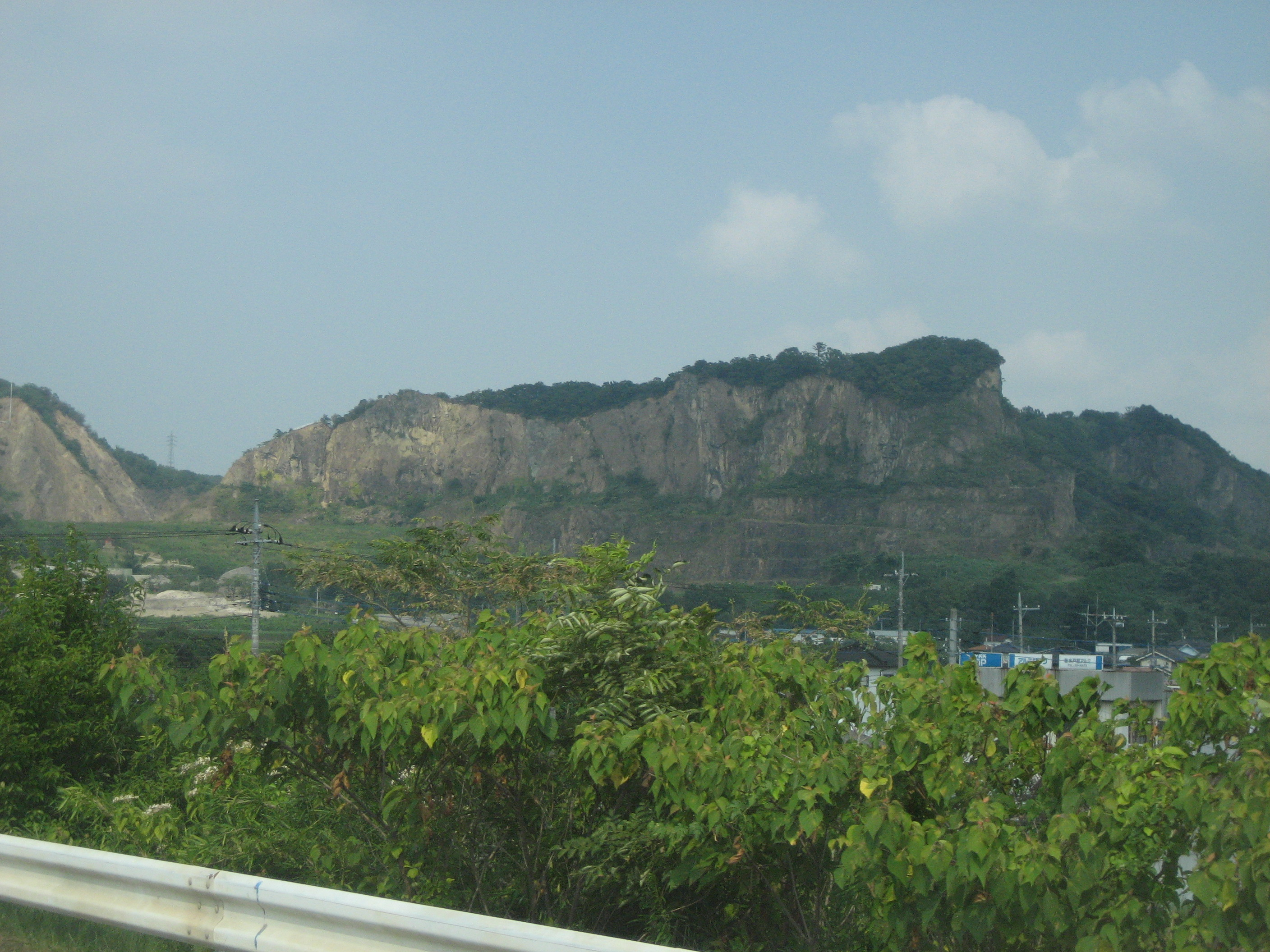
一部崩壊前（2008年8月）

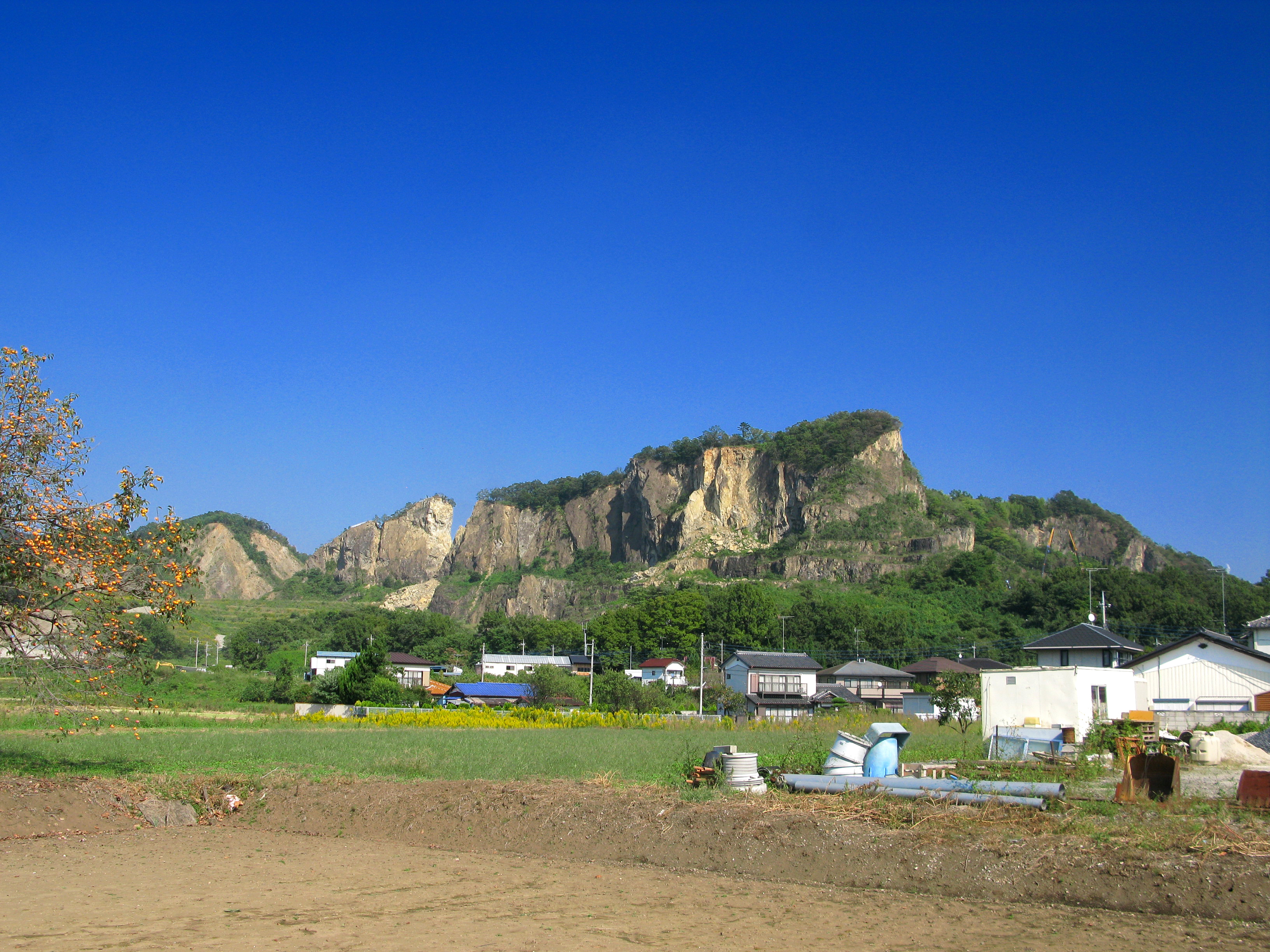
一部崩壊後（2011年10月）

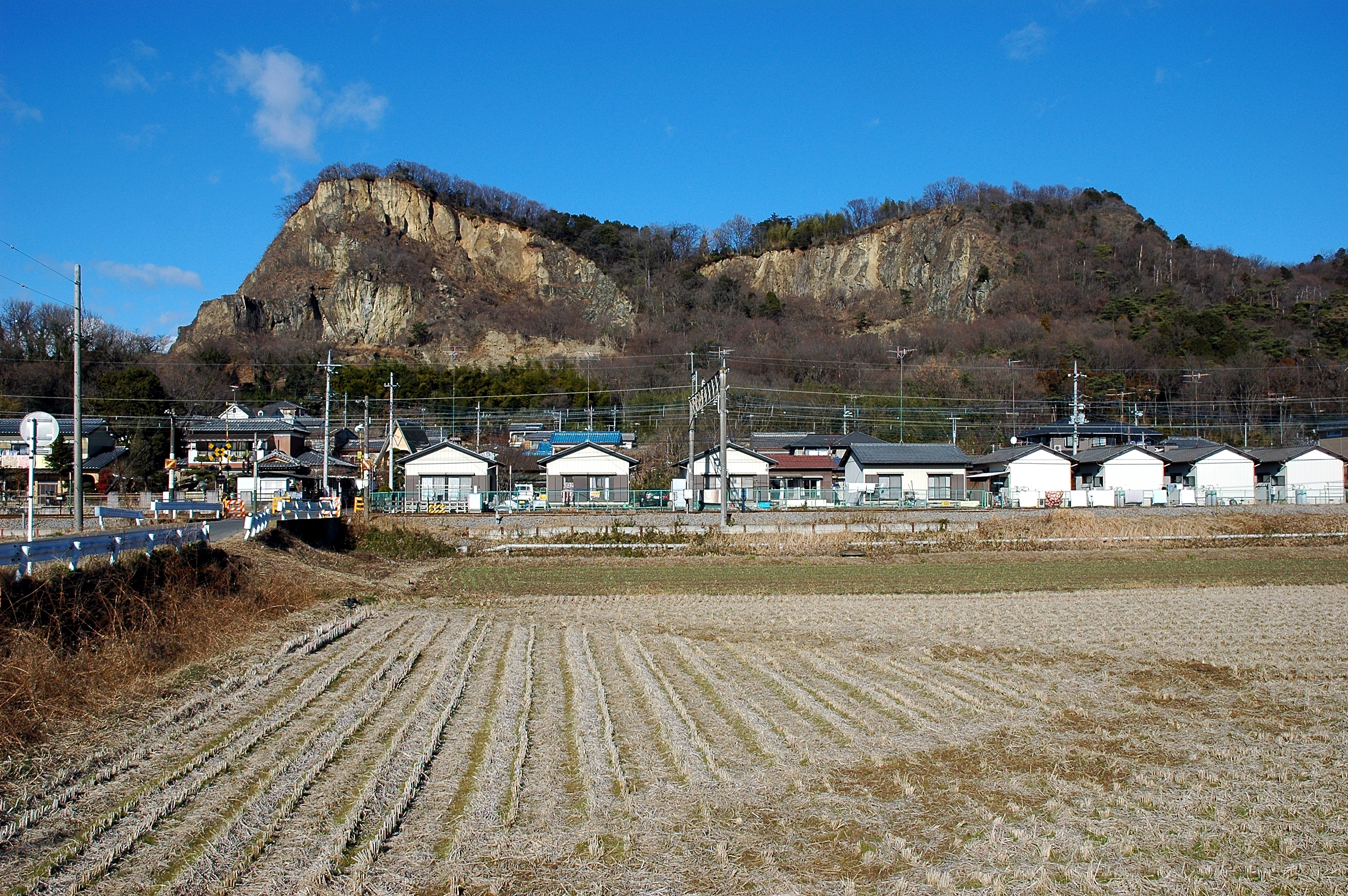
南から（2009年1月）

岩船山（いわふねさん、いわふねやま）は、北関東の栃木県栃木市（旧・岩舟町）にある、標高172.7メートルの山。足尾山地の最南端に位置する。この山でかつて切り出された岩舟石や所在地の旧町名には「舟」、山名には「船」の字が使われるようになった経緯は不明である。なお、周辺は自然環境保全区域に指定されているが（1977年7月19日指定）、名称は「岩舟山」の表記となっている。
日本三大霊山、日本三大地蔵の一つとして名を連ねる。一大霊場として東国の人々の信仰を集めた高勝寺がある。切り立った崖を持つ奇妙な形をしているが、江戸時代から始まった岩舟石の採掘で徐々に山体が現在のように変わった。採石場跡地では1970年代後半以降は、神秘的な景観を生かして、街中ではできない爆発シーンを含む特撮作品などのロケーション撮影に使われている。
2011年3月の東北地方太平洋沖地震（東日本大震災）によって西側の峰がV字に崩れ、さらに別の場所でも高さ約140メートルの所から山肌が崩れた（人と家屋に被害はなかった）。
南東の山麓には明治天皇が野点を行った場所があり、周辺を兜山公園としている。

## 岩舟石の産出
土留め用の間知石（けんち石）や土台用の切り石などの土木の基礎建材として、江戸時代から昭和期に至るまで岩船山から採掘されていた。凝灰岩の一種である安山岩質角礫凝灰岩に分類され、「南蠻石」とも呼ばれる。江戸時代には、城や神社仏閣の建築のため渡良瀬川の河川舟運を利用して関東各地に運搬された。明治時代には1900年に搬出専用の岩舟人車鉄道、1916年に内務省軽便鉄道が敷かれ、渡良瀬川の河川改良工事にも利用された。両毛線の岩舟駅、東武鉄道静和駅も輸送に利用された。岩舟石を平場に降ろす作業は当初は修羅 (そり)で行われていたが危険が伴うため、次第に馬車が使われるようになった。
第二次世界大戦後になるとダンプカーによる輸送に切り替わり、毎日約200台に達した。採掘のため仕掛ける発破の衝撃とそれを事前警告するサイレンの音が町に響き、最盛期の1955年前後には約40軒の石材店が並んだが、コンクリートが普及した1960年代に衰退した。2022年時点では採石は行なわれていない。麓の岩舟駅付近には、岩舟石に関する資料等を展示している「岩舟石の資料館」が開設されており、資料館の建物は1931年築である。

## 採石場の跡地利用

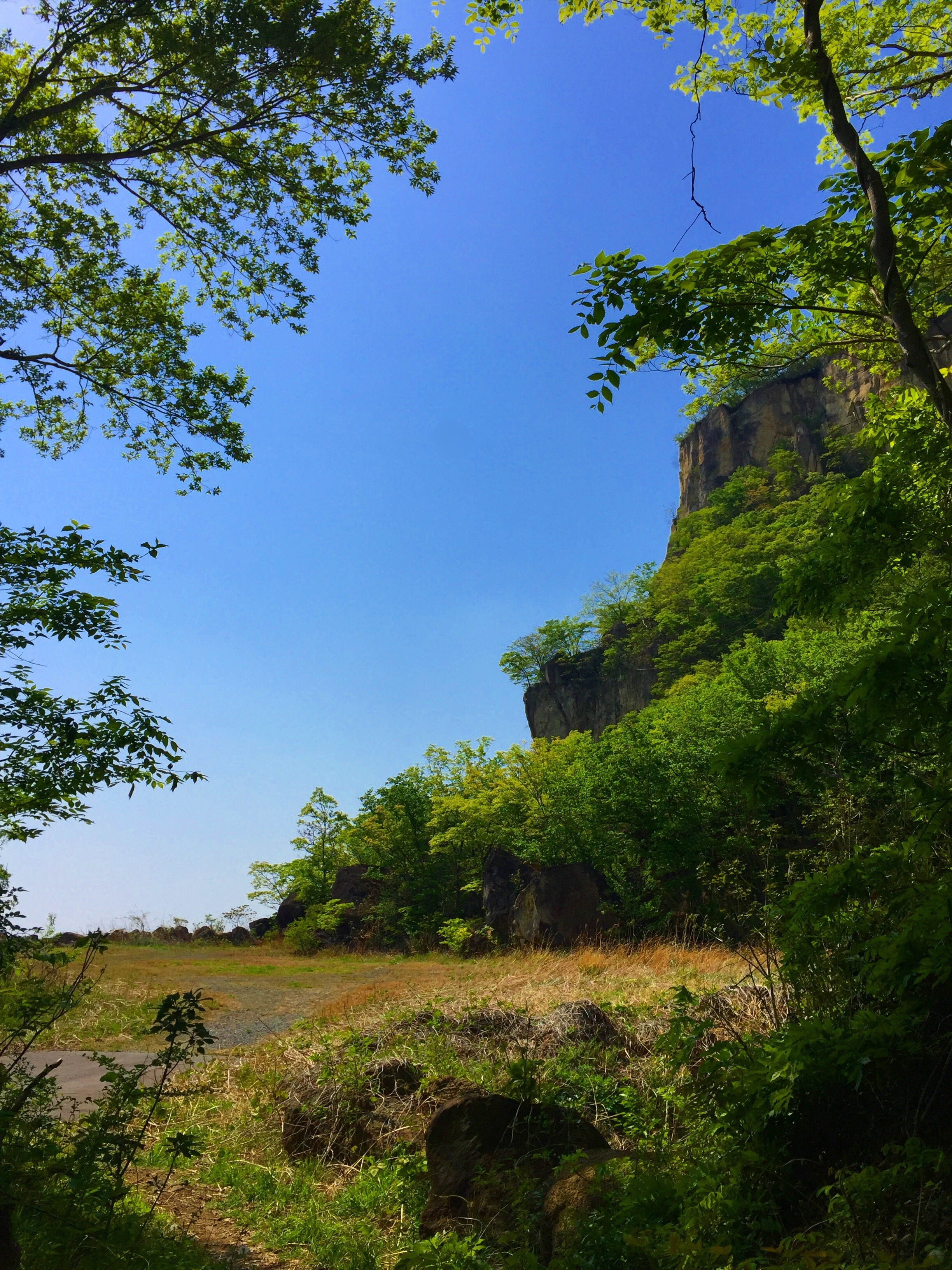
岩船山中腹採石場跡

採掘の終わった「岩船山中腹採石場跡」は、首都圏では数少なくなりつつある火薬を使った爆発シーンを撮影することができる広大な土地で、時代劇やヒーローアクションなど特撮系の映画、テレビドラマなどの撮影ロケ地としてよく使われている。
特にスーパー戦隊シリーズのアクションパートの撮影地として知られ、岩舟周辺が舞台として描かれている新海誠のアニメ映画作品『秒速5センチメートル』と合わせ、こうした作品のファン達によるいわゆる“聖地巡礼”の場ともなっている。2000年からは、地元のNPO法人岩船山クリフステージによってまちおこしを目的とした野外コンサート「岩船山クリフステージ」がほぼ年1回のペースで開催されている。岩船山クリフステージは、会場である中腹採石場跡の愛称にもなっている。
採石場の切り立った地形は、ミュージック・ビデオのプロモーションビデオ（PV）やコスプレ撮影会の背景、自動車の落下場面の撮影にも使われる。ロケに適した地点はいくつかあり、畳岡山林組合の管理地では、料金は1日5万4000円（2018年時点）。爆破を行う時は、近隣に回覧板で知らせる配慮をしている。
爆発場面を背景にした結婚記念撮影を依頼する人もいる。
2022年5月には33メートルの崖から飛び降りる「Iwafuneロープジャンプ」が開業した。